# 増田雄
増田 雄（ますだ ゆう、1987年10月19日 - ）は日本のコンサルタント、プロデューサー、脚本家、演出家、俳優。株式会社マスダシアターコンサルティング代表取締役。MTC project（旧:モンゴルズシアターカンパニー）芸術監督。

## 来歴
三重県亀山市出身。高校時代より自主映画を撮り始め、初めて監督・脚本・主演を担当した映像作品がNHK杯全国高校放送コンテストテレビドラマ部門にて優良賞を受賞し、NHK教育テレビで放送される。その後、多摩美術大学造形表現学部映像演劇学科を経て、イギリスへ留学しメソッド演技を学ぶ。帰国後、株式会社パソナグループが運営する兵庫県淡路市の地域活性化事業の舞台芸術部門へ入社。同社で出会った社員と演劇ユニット・モンゴルズシアターカンパニー（2018年に法人化）を設立する。
以降、作品の依頼を受けてから創作を行う〝受注型演劇〟を提唱し、プロデュース、脚本、演出を担当する。
三重県高田中・高等学校放送部指導員。

## 脚本・演出作品

### 脚本・演出
- MTC project『観客選択型演劇 Choose My Story！』［2021年〜2025年］
- MTC project×イサオビル『フェイドアウト』（原作:東龍造）［2023年］［2025年］
- 新伝統VOL.3 能楽堂 舞語りHenge -変化-『SDGｓ十七のうち 海の豊かさを守ろう』（総合演出:北林佐和子　振付: 伊瑳谷門取 ）［2022年］
- OSAKA現世舞語り『SDGｓ十七のうち 住み続けられるまちづくりを』（総合演出:北林佐和子　振付: 伊瑳谷門取 ）［2023年］
- こんぴら大演劇 琴平イマーシブ『伝説の富くじ』 ［2023年～2025年］
- こんぴら大演劇 琴平イマーシブ『ドラゴンパレス』 ［2024年］
- 図書館流通センター『絵本から飛び出したわるものたち〜桃太郎編〜』［2024年〜］
- アドベンチャーワールド パンダバンブーアートプロジェクト2024 完成スペシャルイベント『竹姫』［2024年］
- アドベンチャーワールド ウインターナイトマリンファンタジー『UNISON』［2018年〜2019年］
- 劇王天下統一大会2015 〜ベイシティ・ロワイヤル！in KAAT〜 『鼠』（関西優勝）［2015年］
- 芸創CONNECT vol.7 『The ceremony』（主催:大阪市立芸術創造館）［2014年］
- 一人芝居『私』［2016年〜］
- 1인극 <나>（一人芝居『私』韓国・ソウル公演）［2017年］
- 一人芝居コラボレーション『「私」と「わたし」』［2021年］
- 伊藤靖浩×MTC projectプロデュース『一日でキャスティングから始めて脚本も書いて作曲もして稽古もして、ミュージカルを一つ作っちゃうぞ！？』［2024年］
- モンゴルズシアターカンパニー『BIER』［2014年］
- モンゴルズシアターカンパニー『闘争判断』［2015年］
- モンゴルズシアターカンパニー『人を斬らぬ刀』［2017年］
- 一般社団法人日本殺陣道協会×モンゴルズシアターカンパニー『人を斬らぬ刀』［2018年〜2019年］
- 一般社団法人日本殺陣道協会『人を斬らぬ刀 』［2021年］［2022年］
- モンゴルズシアターカンパニー『美女と野獣とその愛人』［2017年〜2018年］
- アンサンブル・ソンディネ×モンゴルズシアターカンパニー『瀧廉太郎の冒険』［2018年〜2019年］
- 大阪エンタメフェスティバル『ミラー』（振付・出演:蔡暁強）［2018年］
- 一人芝居ミュージカル短編集vol.4『私の旦那はモーツァルト』［2018年］
- 工場を舞台にしたオルタナティブヴ・アートイベント the birthday『工場の神様』［2016年］
- ポートレイトペイントカンパニー発足記念イベントyourself『myself』［2016年］
- 全国産婦人科医学会『WALL』［2019年］
- MTC project『観客選択型演劇  Choose My Life！』［2019年〜2021年］
- MTC project『観客選択型演劇  Choose My Journey！』2023年〜2024年］
- 株式会社山根エンタープライズ『正三のまわり舞台』［2020年］［2021年］［2023年］
- 道頓堀ミュージアム並木座ガイド『タダノキツネブ』［2022年］
- ロクメイカン『Sing for tomorrow』［2021年］
- 和歌山市雑賀崎Gatto blu プロジェクションマッピング『孫一を訪ねて』［2020年］
- アウフグース・チャンピオンシップ・ジャパン 2024  中日本予選　八狐-yako-『新約 マッチ売りの少女』［2024年］
- みーる食堂寓話集［2023年〜］

### 脚本
- 東京イボンヌ『モーツァルトとマリー・アントワネット』（出演:宮地真緒、石井康太） ［2015年］
- 東京イボンヌ『ドヴォルザークの新世界』（出演:なだぎ武、山田菜々） ［2016年］
- 梅花歌劇団 劇団この花『私は、作曲家コール・ポーターの妻』（演出:謝珠栄） ［2017年］
- 三矢直生独り音楽劇『ジョルジュ・サンド＊ショパンへの手紙］（演出:三木章雄） ［2017年］［2018年］
- 一般社団法人KIO『０７』（原作:井原西鶴『好色五人女』より『 恋草からげし八百屋物語』） ［2017年］
- 一般社団法人KIO『The little prince』（原作: アントワーヌ・ド・サン＝テグジュペリ『星の王子様』） ［2017年］
- ファンファンラーニング株式会社『マグナと不思議の少女』 ［2017年］
- 一人芝居ミュージカル短編集vol.1『もう一人のメンデルスゾーン』 ［2016年］
- 一人芝居ミュージカル短編集vol.2『ショパンへの手紙』 ［2017年］
- 道の駅 丹後王国『小野小町』 ［2018年］
- モンゴルズシアターカンパニー『鼠-2016-』（演出:笠井友仁） ［2016年］
- INAGO DX プロデュース 対劇『鼠-2017-』（演出:笠井友仁） ［2017年］
- 水都大阪コンソーシアム 『なにわの水辺百景クルーズ』 ［2022年］
- OSAKA現世舞語り『ボケとツッコミ』（演出:北林佐和子　振付: 伊瑳谷門取 ）［2023年］
- SDGs舞語り『SDGｓ十七のうち 海の豊かさを守ろう』（総合演出:北林佐和子　振付: 伊瑳谷門取 ）［2024年］
- キッズSUNフェス『SDGｓ十七のうち 海の豊かさを守ろう』（総合演出:北林佐和子　振付: 伊瑳谷門取 ）［2023年］［2024年］
- 地球舞語り『銀河忠臣蔵 episode Ⅰ』（演出:北林佐和子　振付: 伊瑳谷門取 ）［2024年］
- 地球舞語り『モスキート相撲』『銀河忠臣蔵 episode Ⅱ』（演出:北林佐和子　振付: 伊瑳谷門取 ）［2025年］

### 演出
- 日本演出者協会近代戯曲セミナー『火あぶり』『谷底』（脚本:鈴木泉三郎） ［2017年］
- 日本演出者協会近代戯曲セミナー『生きている小平次』『ある時代』（脚本:鈴木泉三郎） ［2018年］
- 大阪女優の会『テキスト 闇教育』（脚本:くるみざわしん） ［2018年］
- ステラキャスティング DRAG QUEEN×パフォーマンス朗毒劇 『QUEEN'sHOUSE〜あなたの知らないもうひとつの話〜』（脚本:エスムラルダ） ［2022年］［2023年］
- 『La Recherche d'un logement par le magicien d'Oz』（脚本・翻訳:東浦弘樹『改訂版 オズの部屋探し〜または、オーバー・ザ・レインボウ不動産のいちばん長い日』より フランス・パリ公演） ［2020年］
- 『La Répétition』（脚本・翻訳:東浦弘樹『リハーサル』より フランス・パリ公演） ［2024年］
- 関西日仏学館『マイ・スウィート・スウィート・ホーム』（脚本:東浦弘樹） ［2024年］
- Solo International Performing Arts 2024『INORI』［2024年］（インドネシア・ソロ公演）
- 関西学院大学劇研究部創部百周年記念朗読劇『地蔵教由来』（脚本:久米正雄）［2024年］
- 一人芝居ミュージカル短編集vol.4 （作曲:伊藤靖浩）［2018年］
- 一人芝居ミュージカル短編集『ひとみゅー。』1stシーズン（作曲:伊藤靖浩） ［2018年〜2019年］
- 一人芝居ミュージカル短編集『ひとみゅー。』2ndシーズン（作曲:伊藤靖浩） ［2019年〜2020年］
- 一人芝居ミュージカル短編集『ひとみゅー。』リーディングフェスタ（作曲:伊藤靖浩） ［2020年］
- 一人芝居ミュージカル短編集『ひとみゅー。』3rdシーズン（作曲:伊藤靖浩） ［2021年］
- 演劇ユニット・チーム銀河第３回公演『レミゼって呼ばないで 〜または、本を飛び出したジャン・バルジャンの華麗な冒険』（脚本:東浦弘樹） ［2016年］
- 演劇ユニット・チーム銀河第４回公演『オズの部屋探し 〜または、オーバー・ザ・レインボウ不動産のいちばん長い日 』（脚本:東浦弘樹） ［2017年］［2018年〜2019年］
- 演劇ユニット・チーム銀河第５回公演『リハーサル』（脚本:東浦弘樹） ［2018年〜2019年］
- 演劇ユニット・チーム銀河第６回公演『メフィスト』（脚本:東浦弘樹） ［2022年］
- 演劇ユニット・チーム銀河第７回公演『オンリーユー〜または、物語を探す二人の役者』（脚本:東浦弘樹） ［2023年］
- 演劇ユニット・チーム銀河１０周年記念公演『マイ・スウィート・スウィート・ホーム』（脚本:東浦弘樹） ［2024年］
- 神戸大学精神神経科医学会『遊んで、お父さん』（脚本:くるみざわしん） ［2016年］
- ウィメンズセンター大阪『遊んで、お父さん』（脚本:くるみざわしん） ［2016年］
- 一般社団法人えん『遊んで、お父さん』（脚本:くるみざわしん） ［2016年］
- ACT EDGEエンターテイメント株式会社 『戦国首取りアイドル茶々7才』 ［2017年］
- 合同会社マークスマンディスク 『GRATIA』（脚本・音楽:DOMI） ［2017年］
- 光の領地三都市ツアー（第22回松本演劇祭参加公演、ナビロフトVisitors、座九条Open5周年記念企画）『振って、振られて』（脚本:くるみざわしん） ［2017年］
- 非戦の市民講座 演劇とトークで考える憲法『振って、振られて』（脚本:くるみざわしん） ［2018年］
- 演劇で考える憲法と教科書『振って、振られて』（脚本:くるみざわしん） ［2018年］
- 大阪教育労働組合 『振って、振られて』（脚本:くるみざわしん） ［2018年］
- 第6回緑区憲法を考えるつどい 『振って、振られて』（脚本:くるみざわしん） ［2018年］
- 一般社団法人みーる『私 精神科医編』（脚本:くるみざわしん） ［2020年］
- MTC project『あなた 精神科医編』（脚本:くるみざわしん） ［2021年］
- PROJECT YES I AM...『オズと魔法使い』（脚本:内村正年） ［2021年］［2022年］
- PROJECT YES I AM...『秋桜』（脚本:内村正年） ［2022年］
- 谷ノ上朋美ひとり芝居音楽劇『人魚姫…の娘。』（脚本:エスムラルダ）［2024年］

## 出演作品

### 舞台
- 小澤征爾音楽塾オペラ・プロジェクトXVII ビゼー：歌劇『カルメン』［2019年］
- 小澤征爾音楽塾オペラ・プロジェクトXV ビゼー：歌劇『カルメン』［2017年］
- 文豪コネクション『坊っちゃん』（脚本・演出:くるみざわしん）［2014年〜2016年］
- TSミュージカルファンデーション『客家 －千古光芒の民』（脚本: 斎藤栄作　演出:謝珠栄）［2012年］
- 兵庫県立芸術文化センター『神戸 はばたきの坂』（脚本: 高橋知伽江　演出:謝珠栄）［2012年］

### 映画
- インパール国際映画祭 『CELLO』（出演:梶岡潤一）［2012年］

### テレビ
- NHK Eテレ『ピクニック』［2010年］
- NHK Eテレ『 ティーンズビデオ2004』［2004年］

## 原作
- 一人芝居『わたし』（一人芝居『私』をSPACの関根淳子が脚色）

## 著書
- 『描く、観る、演じる アートの力: 芸術療法はなぜ心にとどくのか』（三元社）［2023年］

## プロデュース
- 南紀白浜演劇祭実行委員会『七夕、ボクの物語』［2022年］
- 南紀白浜観光協会『スサノオの庭』［2022年］
- ジャイアントパンダ日中共同繁殖研究30周年記念式典　和太鼓演奏［2024年］
- EXPO2025大阪万博 伝統芸能座～大阪の伝統芸能を世界の人と楽しもう～『伝統から未来へ』［2025年］

### ロングラン公演
- MTC project『Choose My Story！』［2021年～2024年］
- モンゴルズシアターカンパニー『Choose My Life！』［2019年〜2021年］
- 一人芝居ミュージカル短編集×MTC project『ひとみゅー。』［2018年〜2021年］
- モンゴルズシアターカンパニー『美女と野獣とその愛人』［2017年〜2018年］
- 一般社団法人日本殺陣道協会×モンゴルズシアターカンパニー『人を斬らぬ刀』［2018年〜2019年］
- アンサンブル・ソンディネ×モンゴルズシアターカンパニー『瀧廉太郎の冒険』［2018年〜2019年］
- 演劇ユニット・チーム銀河×モンゴルズシアターカンパニー『オズの部屋探し』［2018年〜2019年］
- 演劇ユニット・チーム銀河×モンゴルズシアターカンパニー『リハーサル』［2018年〜2019年］
- 演劇ユニット・チーム銀河×MTC project『メフィスト』［2019年〜2020年］［2022年］
- 一般社団法人みーる×モンゴルズシアターカンパニー『私』［2018年〜2019年］
- 一般社団法人みーる×モンゴルズシアターカンパニー『私 精神科医編』［2020年］
- 劇団ウンウンウニウム×モンゴルズシアターカンパニー『なんだかぼくたちはパクチー』［2018年〜2019年］
- 劇団ウンウンウニウム×モンゴルズシアターカンパニー『溺れる夢を最近見ない』［2018年〜2019年］
- 人狼ハウス×モンゴルズシアターカンパニー『人狼の詩』［2019年〜2020年］
- 一般社団法人つばさ×モンゴルズシアターカンパニー『トロッコ』［2018年〜2019年］
- 谷ノ上朋美×MTC project『旅立ちの詩〜彼女たちの羅針盤〜』［2020年〜2021年］

### 演劇祭
- 劇場を創るための演劇祭『ファンディングフェスタ』［2019年］
- 南紀白浜演劇祭〝Ｓ〟［2023年］
- 第二回南紀白浜演劇祭〝S〟［2025年］